# 음력 7월 3일
음력 7월 3일은 음력 7월의 3번째 날이다.

## 사건
- 1990년 - 대한민국과 니카라과가 수교하다.

## 탄생
- 1966년 - 대한민국의 배우 강수연.
- 1978년 -
  - 대한민국의 야구 선수 신명철.
  - 대한민국의 배우 이지아.
- 1997년 -
  - 대한민국의 야구 선수 박준영.
  - 중국의 래퍼 이보 (유니크).
- 2000년 -
  - 대한민국의 가수 노아.
  - 대한민국의 가수 이젤.

## 같이 보기
- 음력 360일: 1월 2월 3월 4월 5월 6월 7월 8월 9월 10월 11월 12월
- 전날:7월 2일 다음날:7월 4일 - 전달:6월 3일 다음달:8월 3일
- 양력:7월 3일
- 음력, 윤달